# Kōnosuke Matsushita
Kōnosuke Matsushita (松下 幸之助, Matsushita Kōnosuke), né le 27 novembre 1894 dans le village de Wasa (district de Kaisō et préfecture de Wakayama, aujourd'hui partie de la ville de Wakayama) et mort le 27 avril 1989 à Tōkyō, est un industriel et philosophe des affaires japonais, le fondateur de Panasonic. Il est surnommé au Japon « le dieu de la gestion » pour ses qualités de dirigeant et sa pensée économique.

## Origines familiales et enfance
Kōnosuke Matsushita le plus jeune des huit enfants de Masakusu Matsushita (松下政楠, Matsushita Masakusu), un propriétaire terrien fortuné de Wasa, et de son épouse Tokue (とく枝), née Shimamoto. Bien que Matsushita ait vécu ses premières années dans un milieu aisé, sa famille s'appauvrit rapidement en raison de mauvais investissements réalisés par son père, notamment dans la spéculation sur le riz. En 1899, toute la fortune familiale s'en est allée et ses objets de valeur ont été vendus. 
La famille Matsushita doit alors déménager dans un petit trois pièces de la ville voisine de Wakayama, et vit dans des conditions sanitaires désastreuses marquées par un manque chronique de nourriture, de vêtements adaptés et de soins médicaux. De ce fait, la santé du jeune Kōnosuke décline rapidement tandis que trois de ses frères et sœurs plus âgés décèdent de maladies infectieuses. La situation financière de la famille l'empêche également de poursuivre sa scolarité, qu'il interrompt en 1904, à l'âge de neuf ans.

## Premières expériences professionnelles d'un autodidacte
Peu de temps après avoir quitté l'école, il est envoyé à Ōsaka pour devenir apprenti dans un magasin de hibachi (pots de cuisson traditionnels). Mais, moins d'un an après, la boutique fait faillite et Matsushita doit rechercher une autre source de revenu. Il travaille ensuite jusqu'à l'âge de quinze ans dans un magasin de vélo. À cette époque, l'utilisation de l'électricité se répand au Japon, et Kōnosuke Matsushita, qui y voit l'aube d'une nouvelle ère, comprend très vite qu'il y a un intérêt à s'orienter dans cette branche. Il se fait ainsi embaucher par la Compagnie de lumière électrique d'Ōsaka (entreprise de distribution d'électricité), comme assistant de câblage d'abord puis rapidement comme électricien. 
Se faisant remarquer par son travail et sa soif d'apprendre, il gravit progressivement les échelons de la société et devient, à seulement vingt-deux ans en 1917, inspecteur électrique. Cette promotion est particulièrement importante pour quelqu'un d'un si jeune âge et qui plus est sans aucune qualification académique, étant donné le salaire très attractif et le fait qu'il s'agisse du poste le plus élevé qu'un technicien puisse espérer. Elle lui permet de faire vivre sa famille, formée depuis son mariage récent avec une amie de l'une de ses sœurs, Mumeno Iue (井植むめの, Iue Mumeno). À cette époque, il présente à son patron un nouveau modèle de douille qu'il a mis au point durant son temps libre. Son supérieur n'est pas convaincu par l'invention, laissant Matsushita passablement déçu. Ne sentant plus de véritable défi à relever dans son travail, il commence à s'en lasser et finit par quitter la Compagnie le 15 juin 1917.

## Le lancement de la compagnie Matsushita
Matsushita fonde ensuite sa propre affaire, un atelier de luminaire installé à l'origine dans le sous-sol de son immeuble. Sans capital important (les quelque 100 yens qu'il a réussi à mettre de côté lui permettent à peine d'acheter un équipement et des outils de base), ni diplômes, ni expérience dans la fabrication, il compense ces faiblesses avec de l'ambition et de la détermination. Aidé de son épouse, de son beau-frère Toshio Iue et de deux de ses anciens collègues de la compagnie électrique d'Ōsaka qui l'ont suivi, il commence par créer plusieurs échantillons de son produit. Tentant d'en vendre à plusieurs grossistes, il échoue car n'a alors qu'un modèle à proposer et son commerce est déserté dès la fin de l'année 1917 par tous ses assistants, à l'exception de Mumeno et Toshio. Au bord de la faillite, l'entreprise est sauvée par une importante commande de milliers de plaques isolantes pour ventilateurs électriques. 
Matsushita a ainsi pu continuer à produire ses douilles tandis que les grossistes finissent par réaliser qu'elles sont de meilleure qualité et moins chères que les autres produits présents sur le marché. Il dispose désormais de l'argent nécessaire pour investir, loue une maison à deux niveaux et réorganise son entreprise en fondant Matsushita Electric Housewares Manufacturing Works, ancêtre de Panasonic, le 13 mars 1918. Il acquiert une réputation de qualité pour ses produits, notamment concernant l'invention d'une lampe de bicyclette à piles, alors que dans les années 1920 il s'agit essentiellement de bougies ou de lampes à huile. En 1922, il déménage encore ses activités en achetant un atelier et des bureaux plus vastes. Il commercialise ses produits d'abord sous la marque « National » (ナショナル, National) à partir de 1927. D'autres marques apparaissent par la suite : PanaSonic (apparaît d'abord pour les lampes et enceintes audio exportées, devenant la marque la plus connue de la compagnie au point d'être utilisée par cette dernière comme nom général en 2008) en 1955 ou Technics (pour le matériel HiFi, et les claviers électroniques) en 1965.

## Expansion
Échaudé par ses premières expériences, Matsushita comprend que le fait de proposer un produit de qualité, même supérieur à tout ce qui se fait sur le marché, importe peu s'il est impossible de le vendre. Par conséquent, Matsushita a commencé à concevoir des stratégies pour créer de vastes canaux commerciaux pour ses produits en se concentrant moins sur l'aspect manufacturier et plus sur la constitution d'une force de vente. Cela a donné naissance à un vaste réseau de magasin de détail dépendant de sa société qui arrive ainsi à se positionner sur l'échiquier industriel japonais. 
En 1929, Matsushita a restructuré son entreprise, l'organisant comme une société mère disposant de plusieurs « divisions » se spécialisant dans un produit particulier. À cette époque, trois divisions de production existent dans la compagnie Matsushita : celle de la lampe de vélo à piles, celle des luminaires, et celle de la radio. Pour chacun de ces produits, un service national de vente est mis en place avec des bureaux régionaux établis dans des endroits stratégiques. Ces derniers sont responsables de la coordination des ventes et de la fabrication, en subordonnant la seconde à la première afin de produire selon la demande. Des usines s'ouvrent dans tout le Japon, ainsi que dans les territoires asiatiques colonisés du fait de l'expansionnisme Shōwa. En 1935, la société mère prend le nom de Matsushita Electric Industrial Co., Ltd., qu'elle conserve jusqu'au 1er octobre 2008. 

## L'après-guerre
Dans l'immédiat après-guerre, la société est soumise à de sévères restrictions imposées aux grandes entreprises japonaises par les Alliés. Matsushita a lui-même risqué de perdre sa place de président, mais fut sauvé par une pétition favorable signée par quinze mille employés. Il regroupe ses activités, notamment à la suite de la perte des sites de production des pays asiatiques libérés. 
En 1947, il prête à son beau-frère Toshio Iue une usine inutilisée pour la fabrication de lampes de vélo. À partir de là, Iue structure sa propre compagnie en 1950, la Sanyo Electric Co., Ltd..
De 1950 à 1973, la compagnie Matsushita est devenue l'un des plus grands fabricants au monde de produits électriques et électroniques, vendus sous plusieurs marques telles que Panasonic ou Technics, et est l'un des piliers du miracle économique japonais. En 1952, il entame une coopération technique avec le néerlandais Philips et, en 1953, il rachète le fabricant de radios et téléviseurs JVC. En 1965, il introduit dans son entreprise le travail cinq jours par semaine. Matsushita, qui a déjà laissé la direction générale de la compagnie en 1961 à son gendre Masaharu Matsushita (né Hirata, petit-fils de l'ancien ministre Tōsuke Hirata, il a pris le nom de son épouse), prend sa retraite en 1973, tout en restant membre du conseil d'administration et conseiller exécutif de la compagnie.  
Après son retrait en tant qu'industriel, Matsushita se concentre sur le développement et l'explicitation de sa philosophie sociale et commerciale, et a ainsi écrit 44 ouvrages. Son livre de référence reste Ouvrir le chemin (道をひらく, Michi wo hiraku), publié pour la première fois en 1968 et qui s'est vendu à plus de quatre millions et demi d'exemplaires. 
En 1979, choqué par le scandale politico-financier Lockheed, il fonde l'Institut Matsushita de politique et de management, un établissement ayant pour but de former les élites politiques et économiques du XXIe siècle, accueillant ses premiers étudiants en 1980. Cette institution, basée à Chigasaki dans la préfecture de Kanagawa, délivre alors des enseignements particulièrement stricts, tant physiques, intellectuels que psychologiques, et se focalise sur une certaine idée du sens du devoir, de rejet de la corruption et de diminution de la collusion supposée entre les hommes politiques, les industriels et les hauts-fonctionnaires. 
En 1987, il a reçu le Grand Cordon de l'Ordre des Fleurs de Paulownia
Souffrant de problèmes pulmonaires chroniques, il décède des suites d'une pneumonie le 27 avril 1989, à l'âge de 94 ans. À sa mort, sa fortune personnelle avoisinait les 3 milliards de dollars américains, tandis qu'il a laissé une entreprise avec 42 milliards de dollars de chiffres d'affaires. Son épouse Mumeno est décédée en 1993 à 97 ans.